# Christian Panucci
Christian Panucci (n. 12 aprilie 1973, Savona, Liguria, Italia) este un fost fotbalist italian care a jucat pentru echipa națională a Italiei. Panucci a fost fundaș și a jucat de obicei pe partea dreaptă, dar putea juca și pe stânga sau în centrul apărării.

## Palmares

### Milan
- Serie A: 
  - 1993-94, 1995-96
- Supercoppa Italiana
  - 1993, 1994
- UEFA Champions League
  - 1993-94
- Supercupa Europei
  - 1994

### Real Madrid
- La Liga
  - 1996-1997
- Supercopa de España
  - 1997
- UEFA Champions League
  - 1997-1998
- Cupa Intercontinentală
  - 1998

### Roma
- Coppa Italia
  - 2006-07, 2007-08
- Supercoppa Italiana
  - 2007